# Morris Panych
Morris Panych (nascido Morris Stephen Panych em 30 de junho de 1952) é um dramaturgo, diretor e ator canadense. Panych é natural da cidade de Calgary e criado na cidade de Edmonton, ambas em Alberta. Estudou na Northern Alberta Institute of Technology e na Universidade da Colúmbia Britânica. Suas peças incluem Girl in the Goldfish Bowl (2003); Vigil (adaptada para o teatro britânico sob o título de Auntie and Me); Lawrence & Holloman; The Ends of the Earth; Earshot; 7 Stories; Dishwashers; Still Laughing: Three Adaptations by Morris Panych (2009); The Trespassers (2010); Gordon (2011); e In Absentia (2012). Existem ainda adaptações de trabalhos dos escritores Georges Feydeau, Mauric Desvallières e Arthur Schnitzler.
Ele ganhou dois Governor General's Award categoria Drama: Um em 1994 (por The Ends of the Earth) e outro em 2004 (por Girl in the Goldfish Bowl). Como diretor, trabalhou em vídeos, filmes e séries, incluindo o longa The Overcoat. Assumidamente gay, Panych casou-se em 2004 com seu companheiro de longa data, Ken MacDonald.